# Mounira Al Solh
Mounira Al Solh (Beiroet, 1978) is een Libanees-Nederlands beeldend kunstenaar.

## Leven en opleiding
In 1989, tijdens de Libanese burgeroorlog, verliet de familie van Mounira Al Solh Beiroet; het gezin emigreerde naar Damascus in Syrië. Al Solh studeerde schilderkunst aan de Libanese Universiteit in Beiroet (van 1998 tot 2001) en beeldende kunst aan de Gerrit Rietveld Academie in Amsterdam (2003-2006). Vervolgens was ze resident aan de Rijksakademie van beeldende kunsten in Amsterdam (2007-2008). Ze woont en werkt in Beiroet en Amsterdam.

## Werk
Al Solh maakt kunstwerken op papier, performances, borduurwerk en filmwerken over trauma, verlies, migratie en herinnering. Haar werk is geïnspireerd door de aanhoudende conflictsituatie in het Midden-Oosten. Ze behandelt deze onderwerpen op een fictieve, niet documentaire manier.
Ze had solotentoonstellingen in (onder andere) het BALTIC Centre for Contemporary Art (2022), Art Institute of Chicago (2018) en Centre for Contemporary Art, Glasgow (2013). Ze nam deel aan documenta 14 (Athene en Kassel, 2017)  en de 56e Biënnale van Venetië (2015).
In 2009 werd Al Solh genomineerd voor de Volkskrant Beeldende Kunst Prijs en in 2015 voor de Abraaj Group Art Prize. In 2023 werd de ABN AMRO Kunstprijs aan haar toegekend.